# Trichomyia dlinzae
Trichomyia dlinzae är en tvåvingeart som beskrevs av Duckhouse 1980. Trichomyia dlinzae ingår i släktet Trichomyia och familjen fjärilsmyggor. Inga underarter finns listade i Catalogue of Life.